# Pseudolarentia nigrocellata
Pseudolarentia nigrocellata là một loài bướm đêm trong họ Geometridae.